# Giubicolanta
Giubicolanta là một chi bướm đêm thuộc họ Noctuidae.